# Timothy Glass
Timothy Carrigan Glass (6 dicembre 1955) è un ex schermidore statunitense.

## Palmarès
In carriera ha conseguito i seguenti risultati:
- Giochi Panamericani:

Caracas 1983: argento nella spada a squadre e bronzo individuale.